# Essener Turnerbund Schwarz-Weiß 1963-1964
Questa voce raccoglie le informazioni riguardanti il Essener Turnerbund Schwarz-Weiß nelle competizioni ufficiali della stagione 1963-1964.

## Stagione
Nella stagione 1963-1964 il Schwarz Weiss Essen, allenato da Willibald Hahn, concluse il campionato di Regionalliga ovest al 13º posto.

## Rosa
| N. |                     | Ruolo | Calciatore       |
| -- | ------------------- | ----- | ---------------- |
|    | Germania (bandiera) | P     | Horst Breuers    |
|    | Germania (bandiera) | P     | Hermann Merchel  |
|    | Germania (bandiera) | D     | Harald Bergmann  |
|    | Germania (bandiera) | D     | Horst Kracht     |
|    | Germania (bandiera) | D     | Günter Krafczyk  |
|    | Germania (bandiera) | D     | Karl-Heinz Mozin |
|    | Suriname (bandiera) | C     | Iwan Fränkel     |
|    | Germania (bandiera) | C     | Heinz Ingenbold  |
|    | Germania (bandiera) | C     | Juvanek          |
|    | Germania (bandiera) | C     | Axel Kiefer      |
|    | Germania (bandiera) | C     | Heinz Kördell    |
|    | Germania (bandiera) | C     | Richard Kulot    |

| N. |                        | Ruolo | Calciatore        |
| -- | ---------------------- | ----- | ----------------- |
|    | Germania (bandiera)    | C     | Günter Leufgen    |
|    | Germania (bandiera)    | C     | Manfred Prager    |
|    | Germania (bandiera)    | C     | Willi Ridder      |
|    | Germania (bandiera)    | C     | Jürgen Steinmann  |
|    | Germania (bandiera)    | A     | Hermann Hammacher |
|    | Germania (bandiera)    | A     | Heribert Heuting  |
|    | Germania (bandiera)    | A     | Gerd Kohl         |
|    | Germania (bandiera)    | A     | Rainer Landen     |
|    | Germania (bandiera)    | A     | Manfred Schmidt   |
|    | Germania (bandiera)    | A     | Werner Thamm      |
|    | Inghilterra (bandiera) | A     | Carl Wilson       |

## Organigramma societario
Area tecnica
- Allenatore: Willibald Hahn
- Allenatore in seconda:
- Preparatore dei portieri:
- Preparatori atletici:
- Analisi video:

## Calciomercato

### Sessione estiva
| Acquisti | Acquisti          | Acquisti                 | Acquisti |
| R.       | Nome              | da                       | Modalità |
| -------- | ----------------- | ------------------------ | -------- |
| D        | Harald Bergmann   | Wuppertal                |          |
| C        | Iwan Fränkel      | Blauw-Wit                |          |
| A        | Hermann Hammacher | DJK Adler Union Frintrop |          |
| C        | Axel Kiefer       | Wuppertal                |          |
| C        | Manfred Prager    | Schwarz-Weiß Essen U19   |          |
| A        | Werner Thamm      | FT Braunschweig          |          |
| A        | Carl Wilson       | Sparta Rotterdam         |          |

| Cessioni | Cessioni        | Cessioni                    | Cessioni |
| R.       | Nome            | a                           | Modalità |
| -------- | --------------- | --------------------------- | -------- |
| C        | Jürgen Geisen   | Sportfreunde 05 Saarbrücken |          |
| A        | Theo Klöckner   | Werder Brema                |          |
| A        | Manfred Rummel  | Preußen Münster             |          |
| D        | Heinz Steinmann | Saarbrücken                 |          |
| A        | Horst Trimhold  | Eintracht Francoforte       |          |

## Risultati

### Regionalliga

#### Girone di andata
| 4 agosto 1963 1ª giornata | Schwarz-Weiß Essen | 0 – 1 | Bottrop |  |

| 11 agosto 1963 2ª giornata | Alemannia Aquisgrana | 2 – 1 | Schwarz-Weiß Essen |  |

| 18 agosto 1963 3ª giornata | Schwarz-Weiß Essen | 1 – 5 | Borussia M'gladbach |  |

| 25 agosto 1963 4ª giornata | Fortuna Düsseldorf | 1 – 1 | Schwarz-Weiß Essen |  |

| 1º settembre 1963 5ª giornata | Schwarz-Weiß Essen | 1 – 3 | Viktoria Colonia |  |

| 8 settembre 1963 6ª giornata | Hamborn 07 | 2 – 3 | Schwarz-Weiß Essen |  |

| 15 settembre 1963 7ª giornata | Schwarz-Weiß Essen | 2 – 0 | Lüner |  |

| 22 settembre 1963 8ª giornata | Herten | 2 – 2 | Schwarz-Weiß Essen |  |

| 22 dicembre 1963 9ª giornata | Schwarz-Weiß Essen | 4 – 0 | TuS Duisburg 1848/99 |  |

| 6 ottobre 1963 10ª giornata | Rot-Weiss Essen | 2 – 2 | Schwarz-Weiß Essen |  |

| Arbitro: | Blömer |

|                      |           |  |
| Mozin 28’ Kiefer 49’ | Marcatori |  |

| Arbitro: | Brodüffel |

|                                |           |                          |
| Sondermann 8’, 49’ Clement 18’ | Marcatori | 12’ Fränkel 59’ Krafczyk |

| Arbitro: | Büskens |

|              |           |          |
| Hammacher 3’ | Marcatori | 50’ Kühn |

| Arbitro: | Schubring |

|  |           |                       |
|  | Marcatori | 3’ Wilson 75’ Fränkel |

| Arbitro: | Eschweiler |

|                                        |           |                                  |
| Hammacher 10’ Fränkel 14’ Krafczyk 81’ | Marcatori | 12’, 24’, 46’ Giersch 53’ Ruchel |

| Arbitro: | Hoffmann |

|                                       |           |           |
| Augustat 25’, 33’, 35’, 44’, 69’, 87’ | Marcatori | 68’ Kulot |

| Arbitro: | Bonacker |

|  |           |                 |
|  | Marcatori | 86’ Kurtscheidt |

| Arbitro: | Händelkes |

|                         |           |  |
| Lendzian 24’ Keller 85’ | Marcatori |  |

| Arbitro: | Dreuw |

|                                                    |           |                |
| Hammacher 1’, 33’, 50’, 58’ Ridder 73’ Fränkel 87’ | Marcatori | 13’, 43’ Bieda |

#### Girone di ritorno
| Arbitro: | Irmer |

|             |           |                                                                             |
| Kördell 50’ | Marcatori | 7’, 40’, 57’, 85’ Martinelli 17’ Lipka 42’, 80’ Glenski 83’ Gronen 89’ Hahn |

| Arbitro: | Pescher |

|              |           |                                            |
| Kaufmann 72’ | Marcatori | 14’ (aut.) Borgmann 18’ Fränkel 53’ Ridder |

| Arbitro: | Thier |

|  |           |                          |
|  | Marcatori | 9’ Meyer 60’ Stockhausen |

| Arbitro: | Krumnack |

|            |           |  |
| Kremer 47’ | Marcatori |  |

| Arbitro: | Mix |

|             |           |                |
| Schmidt 53’ | Marcatori | 68’ Schwinning |

| Arbitro: | Theile |

|                      |           |                        |
| Lenk 43’ Gugolka 78’ | Marcatori | 35’ Fränkel 53’ Kiefer |

| Arbitro: | Brodüffel |

|               |           |  |
| Hammacher 80’ | Marcatori |  |

| Arbitro: | Stöcklein |

|           |           |                          |
| Lowin 75’ | Marcatori | 27’ Steinmann 40’ Kiefer |

| Arbitro: | Weyland |

|  |           |             |
|  | Marcatori | 5’ Bergmann |

| Arbitro: | Nawrocki |

|  |           |                     |
|  | Marcatori | 51’, 71’ Feigenspan |

| Arbitro: | Dreuw |

|            |           |                                   |
| Ridder 54’ | Marcatori | 34’ Cieslarczyk 59’, 75’ Wandolek |

| Arbitro: | Wortmann |

|                                    |           |             |
| Poll 33’ Eßkuchen 36’ Eichholz 57’ | Marcatori | 47’ Schmidt |

| Arbitro: | Ehlert |

|                                                |           |  |
| Schmidt 10’ Ridder 77’ Mozin 82’ Hammacher 86’ | Marcatori |  |

| Arbitro: | Brodüffel |

|                                 |           |                             |
| Reuter 12’, 24’ Neuser 50’, 73’ | Marcatori | 15’, 41’ Schmidt 63’ Kiefer |

| Arbitro: | Oelmann |

|           |           |  |
| Ridder 4’ | Marcatori |  |

| Arbitro: | Radermacher |

|               |           |  |
| Otta 33’, 56’ | Marcatori |  |

| Arbitro: | Beinke |

|            |           |             |
| Ridder 78’ | Marcatori | 20’ Paschke |

| Arbitro: | Versien |

|            |           |                      |
| Peters 83’ | Marcatori | 3’, 8’, 20’ Bergmann |

| Arbitro: | Schmitz |

|             |           |              |
| Giersch 18’ | Marcatori | 82’ Bergmann |

## Statistiche

### Statistiche di squadra
| Competizione       | Punti | In casa | In casa | In casa | In casa | In casa | In casa | In trasferta | In trasferta | In trasferta | In trasferta | In trasferta | In trasferta | Totale | Totale | Totale | Totale | Totale | Totale | DR  |
| Competizione       | Punti | G       | V       | N       | P       | Gf      | Gs      | G            | V            | N            | P            | Gf           | Gs           | G      | V      | N      | P      | Gf     | Gs     | DR  |
| ------------------ | ----- | ------- | ------- | ------- | ------- | ------- | ------- | ------------ | ------------ | ------------ | ------------ | ------------ | ------------ | ------ | ------ | ------ | ------ | ------ | ------ | --- |
| Regionalliga ovest | 34    | 19      | 7       | 3       | 9       | 30      | 35      | 19           | 6            | 5            | 8            | 30           | 36           | 38     | 13     | 8      | 17     | 60     | 71     | -11 |
| Totale             | 34    | 19      | 7       | 3       | 9       | 30      | 35      | 19           | 6            | 5            | 8            | 30           | 36           | 38     | 13     | 8      | 17     | 60     | 71     | -11 |

### Andamento in campionato
| Giornata  | 1  | 2  | 3  | 4  | 5  | 6  | 7  | 8  | 9  | 10 | 11 | 12 | 13 | 14 | 15 | 16 | 17 | 18 | 19 | 20 | 21 | 22 | 23 | 24 | 25 | 26 | 27 | 28 | 29 | 30 | 31 | 32 | 33 | 34 | 35 | 36 | 37 | 38 |
| --------- | -- | -- | -- | -- | -- | -- | -- | -- | -- | -- | -- | -- | -- | -- | -- | -- | -- | -- | -- | -- | -- | -- | -- | -- | -- | -- | -- | -- | -- | -- | -- | -- | -- | -- | -- | -- | -- | -- |
| Luogo     | C  | T  | C  | T  | C  | T  | C  | T  | C  | T  | C  | T  | C  | T  | C  | T  | C  | T  | C  | C  | T  | C  | T  | C  | T  | C  | T  | T  | C  | C  | T  | C  | T  | C  | T  | C  | T  | T  |
| Risultato | P  | P  | P  | N  | P  | V  | V  | N  | V  | N  | V  | P  | N  | V  | P  | P  | P  | P  | V  | P  | V  | P  | P  | N  | N  | V  | V  | V  | P  | P  | P  | V  | P  | V  | P  | N  | V  | N  |
| Posizione | 18 | 17 | 18 | 18 | 19 | 18 | 14 | 14 | 12 | 13 | 9  | 11 | 11 | 9  | 11 | 13 | 13 | 16 | 13 | 16 | 13 | 13 | 13 | 13 | 15 | 13 | 13 | 12 | 12 | 14 | 14 | 13 | 14 | 13 | 14 | 14 | 13 | 13 |

Legenda:

Luogo: C = Casa; T = Trasferta. Risultato: V = Vittoria; N = Pareggio; P = Sconfitta.

### Statistiche dei giocatori
| H. Bergmann  | 7  | 5 | 0 | 0 |
| H. Breuers   | 4  | 0 | 0 | 0 |
| I. Fränkel   | 21 | 6 | 0 | 0 |
| H. Hammacher | 19 | 8 | 0 | 0 |
| H. Heuting   | 4  | 0 | 0 | 0 |
| H. Ingenbold | 21 | 0 | 0 | 0 |
| J. Juvanek   | 5  | 0 | 0 | 0 |
| A. Kiefer    | 25 | 4 | 0 | 0 |
| G. Kohl      | 5  | 0 | 0 | 0 |
| H. Kracht    | 22 | 0 | 0 | 0 |
| G. Krafczyk  | 14 | 2 | 0 | 0 |
| R. Kulot     | 22 | 1 | 0 | 0 |
| H. Kördell   | 13 | 1 | 0 | 0 |
| R. Landen    | 3  | 0 | 0 | 0 |
| G. Leufgen   | 18 | 0 | 0 | 0 |
| H. Merchel   | 24 | 0 | 0 | 0 |
| K. Mozin     | 26 | 2 | 0 | 0 |
| M. Prager    | 1  | 0 | 0 | 0 |
| W. Ridder    | 26 | 6 | 0 | 0 |
| M. Schmidt   | 18 | 5 | 0 | 0 |
| J. Steinmann | 7  | 1 | 0 | 0 |
| W. Thamm     | 1  | 0 | 0 | 0 |
| C. Wilson    | 2  | 1 | 0 | 0 |